# アントニオ・アルバセテ
アントニオ・アルバセテ（Antonio Albacete, 1965年1月15日 - ）はスペインのレーシングドライバー。

## 人物
アルバセテは1987年に国際F3000に参戦し、1994年から1996年までスペインツーリングカー選手権に3年間参戦した。スペインツーリングカーでは、オペル・ベクトラ、 BMW・318i 、そして最後にアルファロメオ・155をドライブした。 1998年にはヨーロッパトラック選手権に初めて参戦。以降はトラックレースを中心に活躍している。 2005年、2006年、2010年には、スペインのイヴァンクランツが管理するCEPSA-MANチームのヨーロッパトラック選手権で優勝した。

## レース記録
- 2003年第4回FIAヨーロッパトラックレース選手権
- 2004年第4回FIAヨーロッパトラックレース選手権
- 2005年FIAヨーロッパトラックレース選手権優勝
- 2006年FIAヨーロッパトラックレース選手権優勝
- 2007年第2回FIAヨーロッパトラックレース選手権
- 2008年第3回FIAヨーロッパトラックレース選手権
- 2009年第2回FIAヨーロッパトラックレース選手権
- 2010年FIAヨーロッパトラックレース選手権優勝
- 2011年第2回FIAヨーロッパトラックレース選手権
- 2012年第2回FIAヨーロッパトラックレース選手権
- 2013年第2回FIAヨーロッパトラックレース選手権
- 2014年第3回FIAヨーロッパトラックレース選手権
- 2015年第5回FIAヨーロッパトラックレース選手権
- 2017年第5回FIAヨーロッパトラックレース選手権
- 2018年第3回FIAヨーロッパトラックレース選手権

### 国際F3000選手権
| 年     | エントラント       | シャーシ       | エンジン   | タイヤ | 1   | 2   | 3   | 4   | 5   | 6   | 7   | 8   | 9   | 10  | 11      | 順位 | ポイント |
| ------ | ------------------ | -------------- | ---------- | ------ | --- | --- | --- | --- | --- | --- | --- | --- | --- | --- | ------- | ---- | -------- |
| 1987年 | GAモータースポーツ | ローラ・T87/50 | コスワース | A      | SIL | VLL | SPA | PAU | DON | PER | BRH | BIR | IMO | BUG | JAR DNQ | NC   | 0        |